# 11509 Thersilochos
11509 Thersilochos este o planetă minoră (asteroid), cu un diametru de 49,96 km, din Asteroid troian al lui Jupiter. A fost descoperită pe 15 noiembrie 1990 la Observatorul European Austral de Eric Walter Elst și a fost numită după Thersilochus⁠(d). 
Obiectul prezintă o orbită caracterizată de o semiaxă mare de 5,1797169 UAi, o excentricitate de 0,143, o înclinație de 18,50212 ° în raport cu ecliptica.